# Фельдштейн Рафаїл Мойсейович
Рафаї́л Мойсе́йович Фельдште́йн (4 березня 1913, Миколаїв, Херсонська губернія, Російська імперія − 6 квітня 1998, Київ, Україна) — український спортивний діяч, довгочасний футбольний адміністратор. Близько 40 років працював адміністратором команди «Динамо» (Київ) — у 1936—1974 роках. За цей час працював аж із 22 тренерами. Динамівці називали «Рафа».

## Життєпис
Його батько завідував в Миколаївському порту і вважав захоплення сина несерйозною витратою часу. Починав грати центральним нападником у миколаївській юнацькій команді «Уніон» 1928 року, на початку 1930-х через травму припинив виступи. Закінчив семирічку, кораблебудівний технікум, працював в ремонтних майстернях, монтував крейсер «Червоний Кавказ».
Помічник адміністратора — 1934—1935, згодом — довгочасний адміністратор київського «Динамо». За його ініціативи команди припинили возити з собою м'ячі — це покладалося на господарів полів. Обов'язково розселяв гостей у найзручніших номерах найкращих київських готелів.
Був ініціатором організації культурної програми для команд-суперниць: екскурсій по Києву, відвідування театрів і музеїв.
На пенсію пішов з 28 подяками, 14 почесними грамотами та почесним знаком Федерації футболу СРСР.
При його адмініструванні київське «Динамо» виграло 5 золотих, 7 срібних, 1 бронзову медаль та 3 Кубки СРСР.
1978 року президент федерації хокею України Анатолій Хорозов запросив його налагодити українське хокейне господарство.

## Моменти з життя
Футбольні м'ячі зразка 1930-х років мали властивість розсихатися, і Фельдштейн перед одним відповідальним матчем ретельно змастив м'яча риб'ячим жиром. Коли голкіпер Микола Трусевич спіймав м'яча, його вивернуло від інтенсивного запаху риб'ячого жиру. Матч прийшлося зупинити і приводити воротаря до свідомості, по тому «Рафа» довго намагався не потрапляти Трусевичу на очі.
В 1960-х роках запросив до команди тренера Віктора Маслова, на перших порах проживав в його двокімнатній квартирі, а Фельдштейн — в готелі.
Пішов з команди по приходу на тренерську посаду Валерія Лобановського, але зберіг із ним дружні стосунки. В часі роботи Лобановського у команді ОАЕ він передав Фельдштейну золоті запонки та заколку для краватки, чим вельми його потішив. Однак, коли дочка Фельдштейна виїздила до США, батько наполіг, щоб вона взяда ці речі «на чорний день». Митниця хотіла їх вилучити, проте, коли службовцю пояснили, хто такий «Рафа» та з чиїм подарунком він розлучився, митник мовчки порвав акт про вилучення.